# Korsun-Park
Der Korsun-Park (ukrainisch Корсунь-Шевченківський парк) ist ein Denkmal der Gartenkunst von nationaler Bedeutung mit 97 ha Fläche in der ukrainischen Stadt Korsun-Schewtschenkiwskyj.

## Geschichte
Die Gründung unter dem Besitzer Stanislaus II. August Poniatowski erfolgte 1782 und wurde gestaltet von Johann Heinrich Müntz im Stil englischer Landschaftsparks. 1783 kamen Gewächshaus und Weinberg hinzu. 1785 bis 1789 wurde das Schloss gebaut. 1799 kaufte es Zar Paul I. und gab es an Prinzen Lopukhin. Der Park bekam einige seltene Bäume sowie Statuen aus Marmor und Brücken. Er wurde nicht der russischen Schule entsprechend in klaren Achsen strukturiert, sondern an die ursprüngliche Landschaft angepasst, so dass es ruhiges und bewegtes Wasser sowie Granitfelsen und Untiefen gibt. Später wurde er ergänzt und umgestaltet.

## Merkmale
Der Park befindet sich auf drei Inseln und dem rechten Ufer des Ros. Verbindende Brücken sowie zahlreiche Wege und Pfade durchziehen den Park. Zu den pflanzlichen Beständen gehören Stieleiche, Winterlinde und Spitzahorn als heimische Arten sowie Ginkgo, Gewöhnliche Rosskastanie, Gemeine Fichte, Stech-Fichte, Weymouth-Kiefer, Tannen, Amur-Korkbaum und Japanischer Schnurbaum als exotische Arten.